# شهرستان بیلوپیلیا
شهرستان بیلوپیلیا (به لاتین: Bilopillia Raion) یک شهرستان در اوکراین است که در استان سومی واقع شده‌است. شهرستان بیلوپیلیا ۱٬۵۰۰ کیلومتر مربع مساحت و ۵۰٬۶۷۸ نفر جمعیت دارد.